# Amplicephalus boliviellus
Amplicephalus boliviellus är en insektsart som beskrevs av Delong 1984. Amplicephalus boliviellus ingår i släktet Amplicephalus och familjen dvärgstritar. Inga underarter finns listade i Catalogue of Life.